# Malicious Intent
Malicious Intent — третий студийный альбом, выпущенный в 1986 году канадской спид/трэш-метал группой Razor.

## Список композиций
1. «Tear Me to Pieces» — 2:58
2. «Night Attack» — 2:37
3. «Grindstone» — 3:02
4. «Cage the Ragers» — 3:28
5. «Malicious Intent» — 4:35
6. «Rebel Onslaught» — 3:19
7. «A.O.D.» — 3:05
8. «Challenge the Eagles» — 3:25
9. «Stand Before Kings» — 2:46
10. «High Speed Metal» — 3:34
11. «Mosh» — 1:38 (бонус-трек CD-переиздания 2002 года на лейбле Attic Records[4])

## Участники записи
- Стейс МкЛарен — вокал
- Дейв Карло — гитара
- Майк Кампаноло — бас-гитара
- Майк Эмбро — ударные